# Luidia prionota
Luidia prionota är en sjöstjärneart som beskrevs av Fisher 1913. Luidia prionota ingår i släktet Luidia och familjen sprödsjöstjärnor. Inga underarter finns listade i Catalogue of Life.